# مدیریت بحران آب
بحران جهانی آب امروزه یکی از فوری‌ترین و پیچیده‌ترین چالش‌های قرن ۲۱ محسوب می‌شود که رفاه میلیاردها انسان در سراسر جهان را تهدید می‌کند. این بحران ناشی از انواع مختلف علل پیچیده‌ای است که به طور همزمان عمل می‌کنند: تغییرات اقلیمی که تکرار خشکسالی‌ها را افزایش داده و الگوهای بارندگی را تغییر می‌دهد، رشد سریع جمعیت جهان که تقاضا برای آب را افزایش می‌دهد، توسعه اقتصادی فشرده که منابع آبی زیادی می‌طلبد، آلودگی منابع آب موجود، و مدیریت ناکارآمد منابع آب در دسترس.
در مقابل پیچیدگی چندبعدی این بحران، کشورهای مختلف در سراسر جهان طیف گسترده‌ای از استراتژی‌های مقابله توسعه داده‌اند که با شرایط منحصربه‌فرد آن‌ها - جغرافیایی، اقتصادی، تکنولوژیک و اجتماعی - متناسب است. کشورهای خلیج فارس در نمک‌زدایی آب در مقیاس عظیم پیشرو هستند، به طوری که کشورهای شورای همکاری خلیج فارس حدود ۶۰٪ از ظرفیت جهانی نمک‌زدایی آب را تشکیل می‌دهند، در حالی که هلند سالانه ۱.۳ میلیارد یورو در برنامه سازگاری با تغییرات اقلیمی سرمایه‌گذاری می‌کند که شامل سیستم‌های پیشرفته مدیریت سیل است. اسرائیل مدل تکنولوژیک نوآورانه‌ای توسعه داده که نمک‌زدایی، بازیافت آب و نوآوری دیجیتال را ترکیب می‌کند، کیپ‌تاون نشان داد که چگونه شفافیت اطلاعات و تغییر رفتاری می‌تواند منجر به صرفه‌جویی چشمگیر آب در زمان بحران شود، در حالی که برنامه‌هایی مانند EU4Environment نشان می‌دهند که چگونه مدیریت استراتژیک آب و راه‌حل‌های مبتنی بر طبیعت می‌توانند با کمبود شدید آب مبارزه کنند.

## عربستان سعودی

بارورسازی ابرها

عربستان سعودی، بزرگترین کشور جهان بدون منابع آب سطحی جاری، استراتژی جامعی برای مقابله با کمبود شدید آب توسعه داده که بر سه رکن اصلی استوار است: گسترش چشمگیر ظرفیت‌های نمک‌زدایی، بازیافت پیشرفته آب و نوآوری تکنولوژیک. در چارچوب برنامه ملی آب ۲۰۳۰، کشور قصد دارد ظرفیت فعلی نمک‌زدایی را از ۱۲ میلیون متر مکعب در روز به حدود ۲۰ میلیون متر مکعب در روز افزایش دهد، در حالی که آب نمک‌زدایی شده در حال حاضر حدود ۶۰٪ از مصرف آب شهری را تأمین می‌کند. این کشور در ترکیب تکنولوژی‌های پیشرفته RO با انرژی خورشیدی برای کاهش هزینه‌های انرژی پیشرو است، و حتی برنامه نوآورانه بارورسازی ابرها را اجرا می‌کند که شامل ۴۱۵ پرواز در سال ۲۰۲۳ بوده و تا ۲۰٪ بارندگی اضافی از ابرهای تیمار شده ایجاد کرده است.
در حوزه بازیافت آب، عربستان سعودی روزانه حدود ۶.۵ میلیون متر مکعب فاضلاب را تصفیه می‌کند، اما در حال حاضر تنها حدود ۲۵-۳۰٪ از آن‌ها مورد استفاده مجدد قرار می‌گیرند. کشور قصد دارد نرخ استفاده مجدد را تا سال ۲۰۳۰ به حدود ۷۰٪ افزایش دهد، همزمان با اجرای اصلاحات مهم در بخش کشاورزی. دولت کشت گندم محلی را در سال ۲۰۱۶ متوقف کرد، صرفه‌جویی که آب‌های زیرزمینی زیادی را نجات داد، و اکنون از کشت محصولات کم‌مصرف آب حمایت می‌کند. استراتژی سه‌محوره بر «کاهش تقاضا، افزایش عرضه و بهبود دسترسی» از طریق بهینه‌سازی آبیاری، افزایش منابع آب و تقویت مقاومت سیستم متمرکز است.
جنبه نوآورانه استراتژی سعودی در پذیرش تکنولوژی‌های دیجیتال پیشرفته، از جمله هوش مصنوعی، نگهداری پیش‌بینانه و دوقلوهای دیجیتال برای مدیریت بلادرنگ سیستم‌های آب نمایان می‌شود. در چارچوب چشم‌انداز ۲۰۳۰، بیش از ۶.۲ میلیارد دلار در پروژه‌های آب سرمایه‌گذاری شده، همزمان با باز کردن بخش به سرمایه‌گذاران بین‌المللی از طریق مشارکت‌های عمومی-خصوصی. کشور همچنین سیاست قیمت‌گذاری طبقه‌بندی شده و شفاف آب را آغاز کرده که یارانه‌ها را کاهش می‌دهد و کارایی مصرف را افزایش می‌دهد، در کنار کمپین‌هایی برای افزایش آگاهی عمومی استفاده پایدار از آب. همکاری‌های تحقیقاتی با سازمان‌های بین‌المللی انتقال دانش و تکنولوژی‌های جدید را تضمین می‌کند و عربستان سعودی را به رهبر جهانی در راه‌حل‌های بحران آب در مناطق خشک تبدیل می‌کند.

## اردن
اردن که با یکی از شدیدترین بحران‌های آب در جهان مواجه است، استراتژی چندجانبه‌ای برای مقابله با کمبود شدید آب توسعه داده است. این کشور که یکی از خشک‌ترین کشورهای جهان محسوب می‌شود، تصمیم گرفت سه رویکرد اصلی را با هم ترکیب کند: بهره‌برداری از منابع آبی جایگزین، مهندسی پیشرفته آب و مدیریت دقیق منابع آبی موجود.

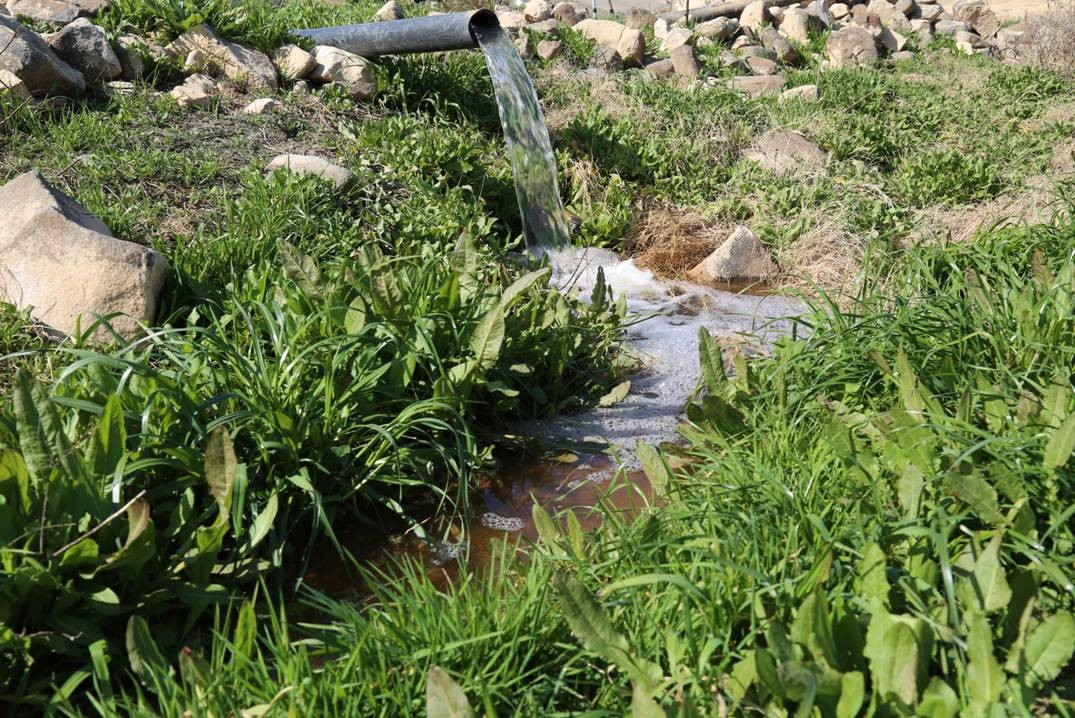
استفاده از فاضلاب تصفیه شده برای کشاورزی در اردن

در حوزه بهره‌برداری از منابع جایگزین، پروژه نوآورانه دیسی (Disi) در سال ۲۰۱۳ تکمیل شد که آب را از آبخوان عمیق صحرایی در جنوب کشور استخراج کرده و از طریق لوله‌هایی به مسافت صدها کیلومتر تا پایتخت عمان منتقل می‌کند. این پروژه موفق شد دسترسی به آب در کشور را حدود ۱۲٪ افزایش دهد. همزمان، اردن در توسعه قابلیت‌های نمک‌زدایی سرمایه‌گذاری می‌کند، از جمله طراحی پروژه مشترک با اسرائیل «کانال دریای سرخ-دریای مرده» برای نمک‌زدایی آب دریا در عقبه. در سال ۲۰۲۱ توافق‌نامه پیشگامانه‌ای با اسرائیل امضا شد که بر اساس آن اردن ۲۰۰ میلیون متر مکعب آب نمک‌زدایی شده در سال دریافت می‌کند در ازای احداث مزارع خورشیدی که انرژی پاک برای اسرائیل تأمین خواهند کرد.
در حوزه بازیافت آب، اردن شبکه‌ای از بیش از ۳۰ تصفیه‌خانه پیشرفته احداث کرده است. آب‌های فاضلاب تصفیه شده با احتیاط با آب‌های طبیعی رودخانه‌ها و دریاچه‌ها مخلوط شده و برای آبیاری کشاورزی در دره حاصلخیز اردن هدایت می‌شوند. حدود ۱۰,۰۰۰ هکتار در حال حاضر با فاضلاب مخلوط در امتداد خط اردن جنوبی آبیاری می‌شوند، با استفاده از فناوری آبیاری قطره‌ای کارآمد که اتلاف آب را به حداقل می‌رساند.
رویکرد سوم بر مدیریت دقیق منابع آبی موجود متمرکز است. تأمین آب در شهرها سهمیه‌بندی شده و پیوسته نیست، در اکثر نقاط آب تنها یک بار در هفته یا هر چند روز یک بار تأمین می‌شود، که ساکنان را مجبور به صرفه‌جویی و ذخیره‌سازی خانگی می‌کند (تنها در شهر عقبه تأمین پیوسته وجود دارد). این سیاست، در کنار یارانه قیمت‌های پایه آب، برای تضمین توزیع عادلانه کمبود طراحی شده است. استراتژی ملی آب (۲۰۰۸-۲۰۲۲ و به‌روزرسانی تا ۲۰۲۵) بر توسعه منابع غیرمتعارف، نمک‌زدایی و بازیافت، برای کاهش شکاف بین تقاضا و عرضه تأکید دارد، و برای تأمین مالی به کمک‌های خارجی متکی است، به طوری که حدود ۳۰٪ از سرمایه‌گذاری‌ها از طریق کمک‌های بلاعوض و وام‌های خارجی تأمین شده است. دولت اردن همچنین بر کاهش تلفات قابل توجه در سیستم کار می‌کند، زیرا حدود ۵۰٪ از آب‌ها به دلیل نشتی‌ها غیرقابل اندازه‌گیری هستند، از طریق پروژه‌های کاهش نشتی با حمایت نهادهای بین‌المللی. علاوه بر این، مقرراتی وجود دارد که حفاری‌های خصوصی غیرقانونی را محدود می‌کند تا از آب‌های زیرزمینی کمیاب در برابر تخلیه بیشتر محافظت شود.
این رویکرد یکپارچه به اردن امکان می‌دهد نه تنها بحران آب موجود را پشت سر بگذارد، بلکه برای آینده‌ای برنامه‌ریزی کند که در آن منابع آب طبیعی انتظار می‌رود در پی تغییرات اقلیمی و افزایش جمعیت همچنان کاهش یابند.

## امارات متحده عربی
امارات متحده عربی که در یکی از خشک‌ترین مناطق جهان با کمتر از ۲۰۰ میلی‌متر بارندگی در سال قرار دارد، رویکرد چندبعدی برای مقابله با کمبود آب توسعه داده که تکنولوژی‌های پیشرفته را با نوآوری‌های محلی ترکیب می‌کند. این کشور عمدتاً بر نمک‌زدایی آب دریا به عنوان منبع اصلی آب آشامیدنی تکیه دارد، به طوری که حدود ۴۲٪ از آب آشامیدنی از نمک‌زدایی در سال ۲۰۲۴ تولید می‌شود، همزمان با سرمایه‌گذاری‌های گسترده در ارتقای کارایی انرژی و ادغام انرژی‌های تجدیدپذیر برای کاهش هزینه‌ها و آلودگی زیست‌محیطی. همزمان، کشور در حوزه بازیافت فاضلاب از طریق تکنولوژی‌های تصفیه پیشرفته مانند اسمز معکوس و هضم بیولوژیک پیشرو است و آب بازیافتی با کیفیت بالا تولید می‌کند که برای آبیاری، فضای سبز و خنک‌سازی منطقه‌ای استفاده می‌شود. هدف انقلابی رسیدن به استفاده مجدد از حدود ۹۵٪ از فاضلاب تصفیه شده تا سال ۲۰۳۶ است، در مقایسه با دو سوم امروز.
استراتژی اماراتی همچنین شامل راه‌حل‌های نوآورانه غیرمتعارف است، از جمله برنامه بارورسازی ابرها که از دهه ۱۹۸۰ برای افزایش بارندگی طبیعی فعال است. چهار هواپیمای بارورسازی پیشرفته، همراه با شبکه‌ای از ۸۶ ایستگاه هواشناسی و ۶ رادار، ابرهای منتخب را با ذرات نمک طبیعی نظارت و بارور می‌کنند، با هدف افزایش تا ۱۵-۳۰٪ بارندگی محلی بدون استفاده از مواد شیمیایی مضر. استراتژی ملی امنیت آب ۲۰۳۶ که در سال ۲۰۱۷ تدوین شد، اهداف بلندپروازانه‌ای تعریف می‌کند: کاهش کل تقاضای آب به میزان ۲۱٪، افزایش بهره‌وری آب به بازده اقتصادی ۱۱۰ دلار به متر مکعب، و افزایش ظرفیت ذخیره‌سازی آب برای شرایط اضطراری به حدود ۴۵ روز مصرف. این برنامه بر سه رکن اصلی استوار است: مدیریت تقاضا، مدیریت عرضه و برنامه اضطراری توزیع آب در موارد خشکسالی شدید.
جنبه منحصربه‌فرد رویکرد اماراتی در رهبری جهانی و همکاری بین‌المللی نمایان می‌شود. امارات موضوع آب را بر صحنه جهانی قرار می‌دهد - آن‌ها اولین اجلاس آب را در چارچوب کنفرانس اقلیم COP28 میزبانی کردند و از کشورها خواستند تطبیق بخش آب با اقلیم را تسریع کنند. این کشور ۱۵۰ میلیون دلار در ابتکار XPrize Water برای تشویق نوآوری جهانی در امنیت آب سرمایه‌گذاری کرده و راه‌حل‌های محلی مانند کشاورزی صحرایی کم‌مصرف آب و تکنولوژی‌های نمک‌زدایی ابر را ترویج می‌دهد. در سطح داخلی، دولت کمپین‌های جامعی برای تغییر عادات مصرف رهبری می‌کند، از جمله ممنوعیت آبیاری باغ‌ها در ظهر و جایگزینی چمن‌کاری با گونه‌های کم‌مصرف، در کنار سیستم قیمت‌گذاری طبقه‌بندی شده که بین دسترسی و کارایی تعادل برقرار می‌کند. این اقدامات متنوع به امارات کمک کرده تدریجاً مصرف آب سرانه را کاهش دهد و پایه محکمی برای بخش آب پایدار آینده بسازد.

## اسرائیل

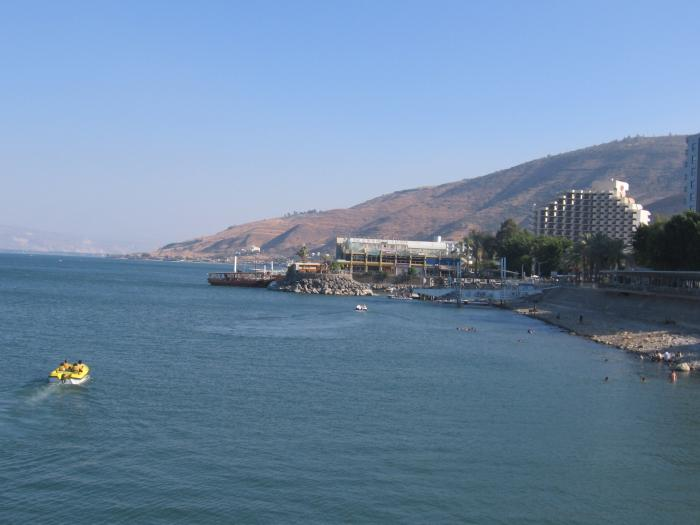
دریاچه کینرت

بین سال‌های ۱۹۹۸ تا ۲۰۰۲ اسرائیل با بحران شدید آب مواجه شد. سال ۱۹۹۸-۱۹۹۹ به عنوان شدیدترین سال خشکسالی در اسرائیل در قرن گذشته محسوب می‌شود و بحران آب تشدید شده تا اینکه در سال ۲۰۰۸ به اوج خود رسید. در این مرحله، اسرائیل در آستانه فاجعه قرار داشت زیرا دریاچه کینرت، بزرگترین منبع آب شیرین کشور، تنها چند سانتی‌متر از «خط سیاه» فاصله داشت - نقطه‌ای که در آن دریاچه برای همیشه نابود می‌شد. کسری تجمعی منابع آب تجدیدپذیر به حدود ۲ میلیارد متر مکعب رسید، مقداری معادل کل مصرف سالانه کشور. 
اسرائیل با توسعه صنعت پیشرفته نمک‌زدایی به این بحران پاسخ داد که آن را به رهبر جهانی در این زمینه تبدیل کرد. پایه‌گذاری در سال ۱۹۹۷ با افتتاح اولین کارخانه نمک‌زدایی با اسمز معکوس در ایلات انجام شد. در سال ۲۰۰۲، به دلیل خشکسالی شدید، دولت احداث کارخانه‌های بزرگ نمک‌زدایی در امتداد سواحل مدیترانه را تأیید کرد. از سال ۱۹۹۹ برنامه گسترده نمک‌زدایی اجرا شد که منجر به ساخت پنج تأسیسات مرکزی نمک‌زدایی شد: اشکلون، پلماحیم، خدرا، سورک و اشدود. نتیجه چشمگیر بود، کارخانه‌های نمک‌زدایی اسرائیل امروزه حدود ۶۰۰ میلیون متر مکعب آب در سال تولید می‌کنند و اسرائیل را برای اولین بار در تاریخ به کشوری با مازاد آب تبدیل کرده‌اند.
در کنار نمک‌زدایی، اسرائیل انقلابی در تصفیه و بازیافت فاضلاب ایجاد کرد. این کشور امروزه تقریباً ۹۰ درصد از فاضلاب خود را برای استفاده مجدد، عمدتاً در آبیاری کشاورزی، تصفیه می‌کند که آن را به رهبر جهانی در زمینه بازیافت آب تبدیل کرده است. سیستم تصفیه ۴۰۰ میلیارد لیتر در سال را شامل می‌شود، در حالی که ۱۰۰ درصد فاضلاب منطقه بزرگ تل آویو تصفیه شده و به عنوان آب آبیاری برای کشاورزی بازیافت می‌شود. علاوه بر این، اسرائیل از سال ۱۹۵۹ فناوری آبیاری قطره‌ای را توسعه داد که امکان جذب ۹۵ درصد آب توسط گیاهان را از طریق تأمین مستقیم به ریشه‌ها فراهم می‌کند و بدین ترتیب هدررفت آب از طریق تبخیر را کاهش داد.

## آفریقای جنوبی

گراف بحران آب کیپ‌تاون

آفریقای جنوبی، و به ویژه کیپ‌تاون، در سال‌های ۲۰۱۷-۲۰۱۸ یکی از شدیدترین بحران‌های آبی را که شهر مدرنی تجربه کرده، پشت سر گذاشت، زمانی که سطح سدها تا حد تهدید «روز صفر» سقوط کرد - تاریخی که قرار بود شیرآلات آب شهری بسته شوند. واکنش آفریقای جنوبی به بحران جامع و چندبعدی بود و شامل ترکیبی از اقدامات اضطراری سخت‌گیرانه، مدیریت هوشمند تقاضا و تنوع‌بخشی منابع آب بود. در طول بحران، اقدامات تکنولوژیک فوری اجرا شد، از جمله گسترش ۱۷۰ منطقه فشار در شبکه آب شهری که نظارت کرده و فشار آب را در ساعات کم‌مصرف کاهش دادند، که این امر نشتی‌ها را کاهش داد و تا ۷۰ میلیون لیتر در روز در اوج خشکسالی صرفه‌جویی کرد. سهمیه‌های مصرف سخت‌گیرانه ۵۰ لیتر آب در روز برای هر ساکن تعیین شد، ممنوعیت‌هایی بر استفاده‌های غیرضروری اعمال شد، و جریمه‌های سنگینی برای تخطی اجرا شد، همراه با نصب تجهیزات محدودکننده جریان برای خانه‌های اسراف‌کار.

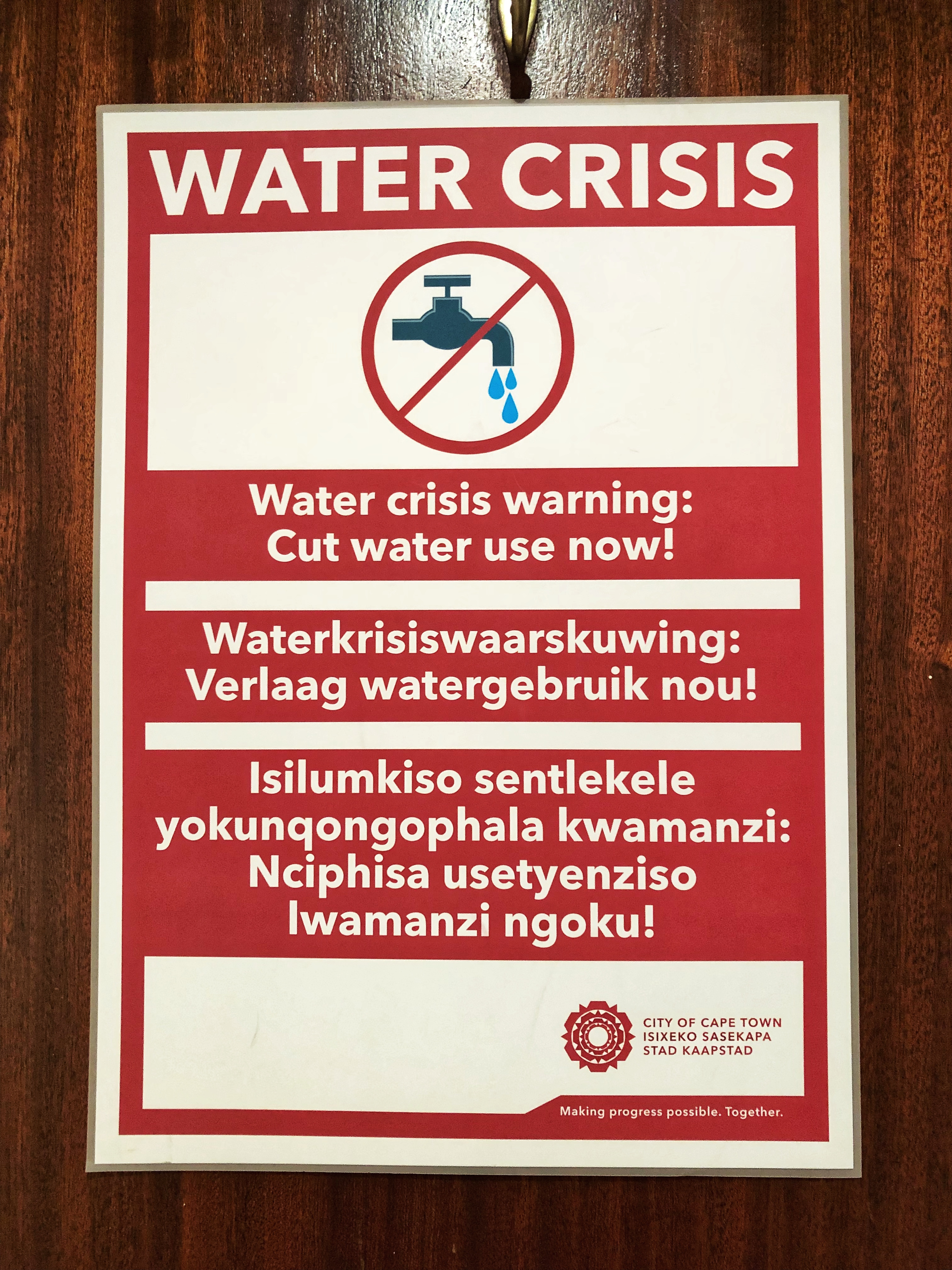
هشدار بحران آب در کیپ تاون، ۲۰۱۸

نوآورانه‌ترین بعد رویکرد آفریقای جنوبی، بسیج عمومی فوق‌العاده‌ای بود که کمپین «روز صفر» ایجاد کرد. شمارش معکوس دراماتیک، همراه با ارتباط روزانه درباره وضعیت مخازن تحت شعار «Save like a local»، شوکی در سطح محلی و بین‌المللی ایجاد کرد اما موفق شد عادات را به طور بنیادی تغییر دهد. ساکنان شروع کردند به جمع‌آوری آب از دوش با سطل، بازیافت آب لباس‌شویی برای آبیاری، و آب کشیدن در توالت فقط هنگام نیاز. دستاورد چشمگیری ثبت شد زمانی که مصرف آب در شهر از ۶۰۰ میلیون لیتر در روز در سال ۲۰۱۷ به حدود ۵۰۷ میلیون لیتر در آوریل ۲۰۱۸ کاهش یافت. تغییر تعرفه‌ها به تعرفه‌های اضطراری بالا برای مصرف‌کنندگان بزرگ، همراه با ایجاد حس مأموریت جمعی، ثابت کرد که ترکیب فشار اقتصادی و مشارکت اجتماعی می‌تواند نتایج چشمگیری در صرفه‌جویی آب به همراه داشته باشد.
در پی بحران، آفریقای جنوبی رویکرد استراتژیک بلندمدتی را پذیرفت که آمادگی تکنولوژیک را با تغییر فرهنگی مداوم ترکیب می‌کند. پس از بحران، سرمایه‌گذاری در منابع آب جدید تسریع شد: حفاری و پمپاژ آب زیرزمینی که قرار است تا سال ۲۰۳۰ حدود ۱۰۵ میلیون لیتر در روز از آبخوان‌ها تولید کند، احداث کارخانه‌های کوچک نمک‌زدایی در امتداد ساحل و ارتقای تأسیسات تصفیه برای استفاده مجدد از فاضلاب. مقامات ۱۰ میلیارد راند در برنامه پنج‌ساله نوسازی زیرساخت‌های آب و فاضلاب سرمایه‌گذاری کردند، شامل چهار برابر کردن نرخ نوسازی لوله‌کشی برای جلوگیری از نشتی و انتشار اوراق قرضه سبز برای تأمین مالی پروژه‌های آب پایدار. برنامه جدید کیپ‌تاون، «New Water Programme»، قصد دارد تا سال ۲۰۳۰ حدود ۳۰۰ میلیون لیتر در روز از منابع جایگزین تأمین کند، در کنار پروژه گسترده حذف پوشش گیاهی مهاجم آب‌بر از مناطق زهکشی. تجربه کیپ‌تاون به مدل بین‌المللی تبدیل شده که ثابت می‌کند ترکیب تکنولوژی، سیاست سخت‌گیرانه و مشارکت عمومی می‌تواند از بحران شدید آب جلوگیری کرده و مقاومت بلندمدت بسازد.

## هلند
هلند با چالش منحصربه‌فرد و پیچیده‌ای در مدیریت آب مواجه است: از یک سو، به عنوان کشوری که یک سوم سطح آن زیر سطح دریا قرار دارد، به طور مزمن با تهدید سیل از دریا و رودخانه‌های بزرگ عبوری از سرزمینش مواجه است. از سوی دیگر، تغییرات اقلیمی دوره‌های خشکسالی شدیدتر و مکررتری را به همراه می‌آورد که در قالب خشکی، فرونشست زمین و شوری آب‌های زیرزمینی نمایان می‌شود. این چالش دوگانه نیاز به توسعه پیشرفته‌ترین سیستم مدیریت آب دارد که قادر به مقابله با تعادل دو جهت، آب زیاد و آب کم، به طور همزمان باشد.
هلند از طریق برنامه دلتای جامع عمل می‌کند - چارچوب ملی که هر شش سال بررسی و به‌روزرسانی می‌شود - که هدف آن تضمین مقاومت در برابر خشکی و سیل تا سال ۲۰۵۰ است. این برنامه شامل مؤلفه آب شیرین (Freshwater) است که مسئول حفظ مخازن، توزیع کارآمد و برنامه‌ریزی فضایی متناسب با دسترسی متغیر آب می‌باشد.  
هدف اصلی کاهش شکاف بین تقاضا و عرضه است همراه با مقابله با گلوگاه‌های رواناب، فرونشست زمین و شوری آب‌های زیرزمینی. این سیستم از طریق همکاری بین نهادهای دولتی، موسسه تحقیقاتی Deltares و نظارت عمومی آکادمیک مدیریت می‌شود، همزمان با اجرای چارچوب پاسخ EPIC که با بانک جهانی و اداره Rijkswaterstaat توسعه یافته است. ساختار حکومتی هلند شامل مقامات آب منطقه‌ای مستقل (water boards) است که به عنوان نهادهای سیاسی-مالی مستقل عمل می‌کنند، مسئول مدیریت زهکشی، تصفیه فاضلاب و کیفیت آب، همزمان با اعمال مالیات بر اساس اصل «آلاینده پرداخت می‌کند».
نوآورانه‌ترین جنبه رویکرد هلندی در تحقیق، نوآوری و توسعه فناوری‌های پیشرفته نمایان می‌شود. مراکز تحقیقاتی مانند Deltares و آزمایشگاه‌های Wageningen و KWR پروژه‌های پیشگامانه‌ای را برای مقابله با خشکسالی، ذخیره‌سازی آب، حفظ آب‌های زیرزمینی و فناوری‌های هوشمند نظارت بر جریان و کیفیت آب در زمان واقعی رهبری می‌کنند. در پی دوره‌های خشکسالی شدید در سال‌های ۲۰۱۸، ۲۰۱۹، ۲۰۲۰ و ۲۰۲۲، پلتفرم سیاست خشکسالی (Drought Policy Platform) توسعه یافت که ۴۶ توصیه جدید برای برنامه‌ریزی و آمادگی تدوین کرد. این پلتفرم شامل کمپین‌هایی برای تشویق کاهش مصرف آب، سیستم مشوق‌های اقتصادی برای کاهش استفاده، و سیستم نظارت پیشرفته برای شناسایی علائم هشدار زودهنگام بود. قانون جامع آب (قانون آب ۲۰۰۹ و به‌روزرسانی آن تا ۲۰۲۲) این رویکرد یکپارچه را نهادینه کرد که مدیریت آب را با کشاورزی، کیفیت محیط زیست و برنامه‌ریزی استفاده از زمین ترکیب می‌کند و مدل جامعی ایجاد می‌کند که الهام‌بخش کشورهای دیگر مواجه با چالش‌های مشابه است.

## ایران
ایران امروزه با بحران بی‌سابقه آب مواجه است که بیش از یک دهه در حال تشدید شدن است. کشور در پنجمین سال متوالی خشکسالی قرار دارد و وضعیت به سرعت در حال وخامت است. در سال ۲۰۲۴-۲۵، ایران کاهش ۴۵ درصدی بارندگی متوسط را تجربه کرد، در حالی که ۱۹ استان در خشکسالی قابل توجهی قرار دارند. رئیس‌جمهور ایران، مسعود پزشکیان، در ماه ژوئیه ۲۰۲۵ هشدار داد که «تا سپتامبر یا اکتبر آبی در سدها نخواهد بود» اگر تغییر معناداری صورت نگیرد. زیرساخت‌های آب تهران، پایتخت ۱۰ میلیون نفری، در آستانه فروپاشی قرار دارند زیرا سدهای اصلی تأمین‌کننده آب این شهر تنها در ۲۱ درصد ظرفیت خود قرار دارند.

نابودی دریاچه ارومیه در شمال غرب ایران

ایران سعی می‌کند با بحران از طریق توسعه صنعت نمک‌زدایی مقابله کند، اگرچه در مقیاس محدودی. تاریخچه ایران با نمک‌زدایی آب از سال ۱۹۶۰ آغاز می‌شود زمانی که یک تأسیسات نمک‌زدایی کوچک با ظرفیت ۱۰۰۰ متر مکعب در روز در جزیره خارک نصب شد. در حال حاضر، ایران ۷۵ تأسیسات نمک‌زدایی از مجموع ۹۵ تأسیسات در حال ساخت یا بهره‌برداری را به کار گرفته است، با ظرفیت کل ۶۳۴ هزار متر مکعب در روز، در حالی که تنها حدود ۳ درصد از آب آشامیدنی کشور از طریق تأسیسات نمک‌زدایی تأمین می‌شود. وزیر انرژی ایران برنامه احداث ۵۰ تأسیسات نمک‌زدایی را اعلام کرده است که آب نمک‌زدایی‌شده را برای ۴۵ میلیون نفر در ۱۷ استان تأمین خواهد کرد، اما اجرای این راه‌حل با مشکلات قابل توجهی مواجه است: هزینه تولید یک متر مکعب آب نمک‌زدایی‌شده در ایران بیش از ۱.۵ دلار است، در مقایسه با حدود یک دلار در کشورهای حوزه خلیج فارس، و تحریم‌های بین‌المللی دسترسی به فناوری‌های پیشرفته را محدود می‌کند.
دولت ایران شهروندان را مقصر بحران آب می‌داند و کمپین‌هایی برای کاهش مصرف راه‌اندازی می‌کند. این در حالی است که مصرف خانگی در مجموع کمتر از ۱۰ درصد از کل مصرف آب در ایران را تشکیل می‌دهد. مقامات فشار آب در تهران را تقریباً نصف کاهش داده‌اند که بر حدود ۸۰ درصد خانوارها تأثیر می‌گذارد. علاوه بر این، دولت یک روز تعطیلی در استان‌های مختلف اعلام کرده است تا در آب و برق صرفه‌جویی شود، و امکان دادن یک هفته تعطیلی به ساکنان تهران در نظر گرفته می‌شود تا موقتاً شهر را ترک کنند.